# Cessna 177 Cardinal

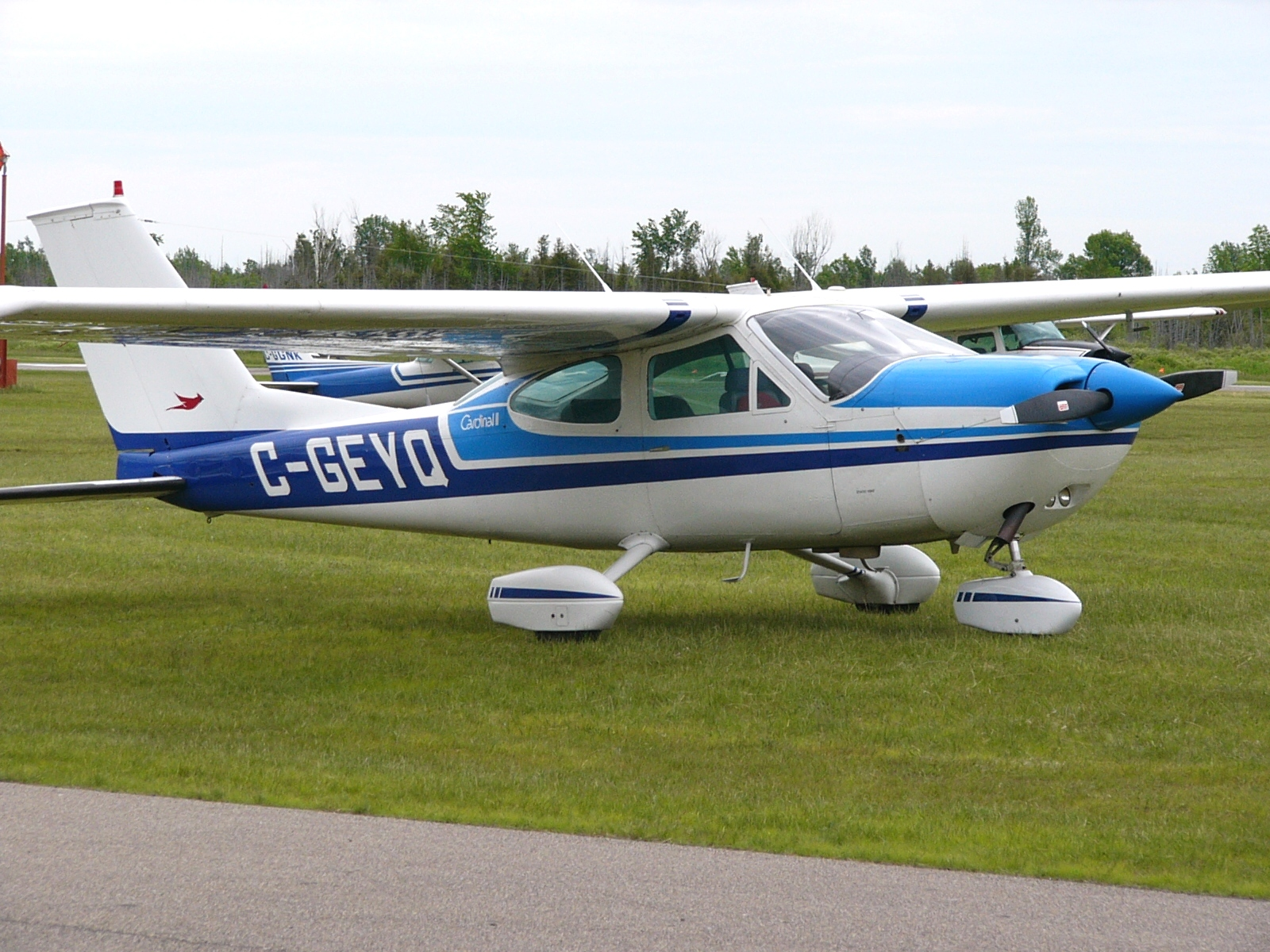
Cessna 177B Cardinal

De Cessna 177 Cardinal is een Amerikaans eenmotorig hoogdekker sportvliegtuig. Het toestel met vier zitplaatsen maakte zijn eerste vlucht op 15 juli 1966. Totaal zijn er, inclusief alle varianten, door vliegtuigfabrikant Cessna 4295 van gebouwd. In 1978 werd de productie gestaakt.

## Ontwerp en historie

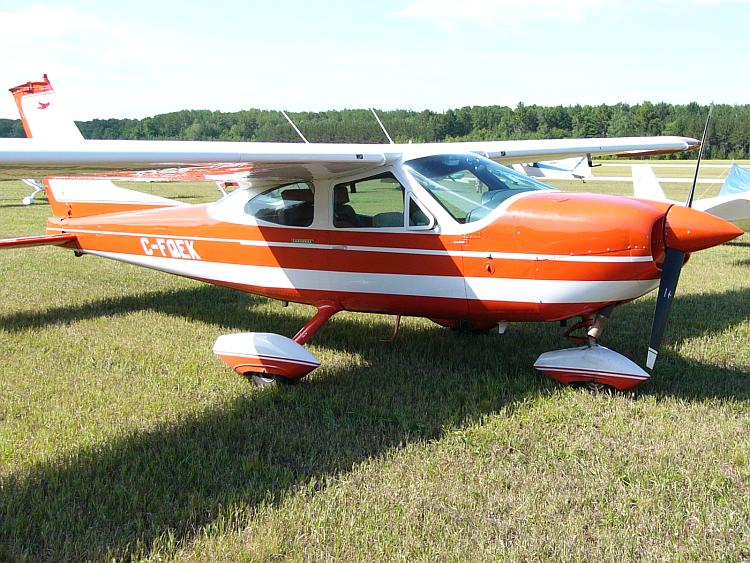
Originele Cessna 177 uit 1968 met 150 pk motor

De Cessna 177 Cardinal was ontworpen als een moderne opvolger van de Cessna 172. Het resultaat voorzag in een toestel met een  vrijdragende vleugel met een laminair profiel en zonder Cessna’s karakteristieke vleugelstijlen. De 177 had een vast landingsgestel, maar vanaf 1970 was het model 177RG leverbaar met een intrekbaar onderstel (RG staat voor Retractable Gear). Om het zicht voor de piloot nog verder te verbeteren werd de pilootstoel vóór de vleugel voorrand geplaatst. Zodat het zicht in bochten niet gehinderd werd door de neerwaarts gerichte vleugel. Dit leverde echter weer problemen op met het zwaartepunt waardoor in eerste instantie voor een lichtere 150 pk viercilinder Lycoming O-320 motor werd gekozen en een aangepast hoogteroer.

### Problemen met de bestuurbaarheid
Kort na de oplevering van de eerste exemplaren bleek dat piloten die gewend waren aan de Cessna 172 problemen hadden met de vliegeigenschappen van de 177 Cardinal. Tijdens de vlucht werd door piloten melding gemaakt van instabiel vlieggedrag rond de dwars-as, veroorzaakt door een inefficiënt hoogteroer. Ook tijdens de landing gedroeg het vliegtuig zich anders dan een Cessna 172, hetgeen regelmatig leidde tot schade aan het landingsgestel. Cessna besloot direct tot een aantal aanpassingen aan alle geleverde vliegtuigen om de problemen te mitigeren.
Het vliegtuig bleek verder met de 150 pk motor te weinig vermogen te hebben. Vanaf 1969 werden de toestellen geleverd met een sterkere 180 pk Lycoming O-360 motor.

## Varianten

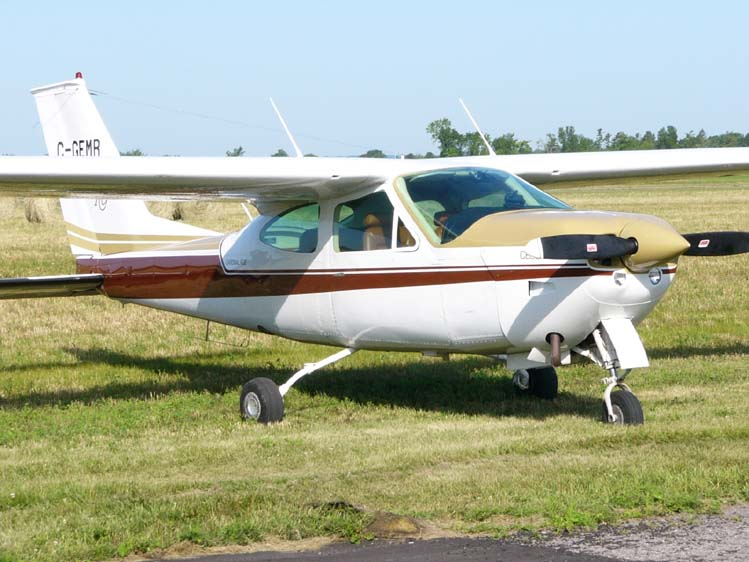
Cessna 177RG Cardinal met intrekbaar landingsgestel en 200 pk motor

- Cessna 177A: Versie uit 1969 met een grotere 180 pk Lycoming O-360 motor.
- Cessna 177B: Versie uit 1970 met een nieuw vleugelprofiel en constant speed propeller. In 1978 werd ook een luxere versie, de Cardinal Classic, op de markt gebracht met leren interieur, tafel voor de achterpassagiers en een 28 volt elektrisch systeem.
- Cessna 177 RG: Versie geleverd vanaf 1970 met een intrekbaar landingsgestel. Dit maakte het vliegtuig 66 kg zwaarder. De toegepaste Lycoming IO-360 motor had een vermogen van 200 pk.

## Specificaties
- Type: Cessna 177 Cardinal
- Fabriek: Cessna
- Bemanning: 1
- Passagiers: 3
- Lengte: 8,43 m
- Spanwijdte: 10,82 m
- Hoogte: 2,62 m
- Vleugeloppervlak: 16,2 m²
- Leeg gewicht: 688 kg
- Maximum gewicht: 1134 kg

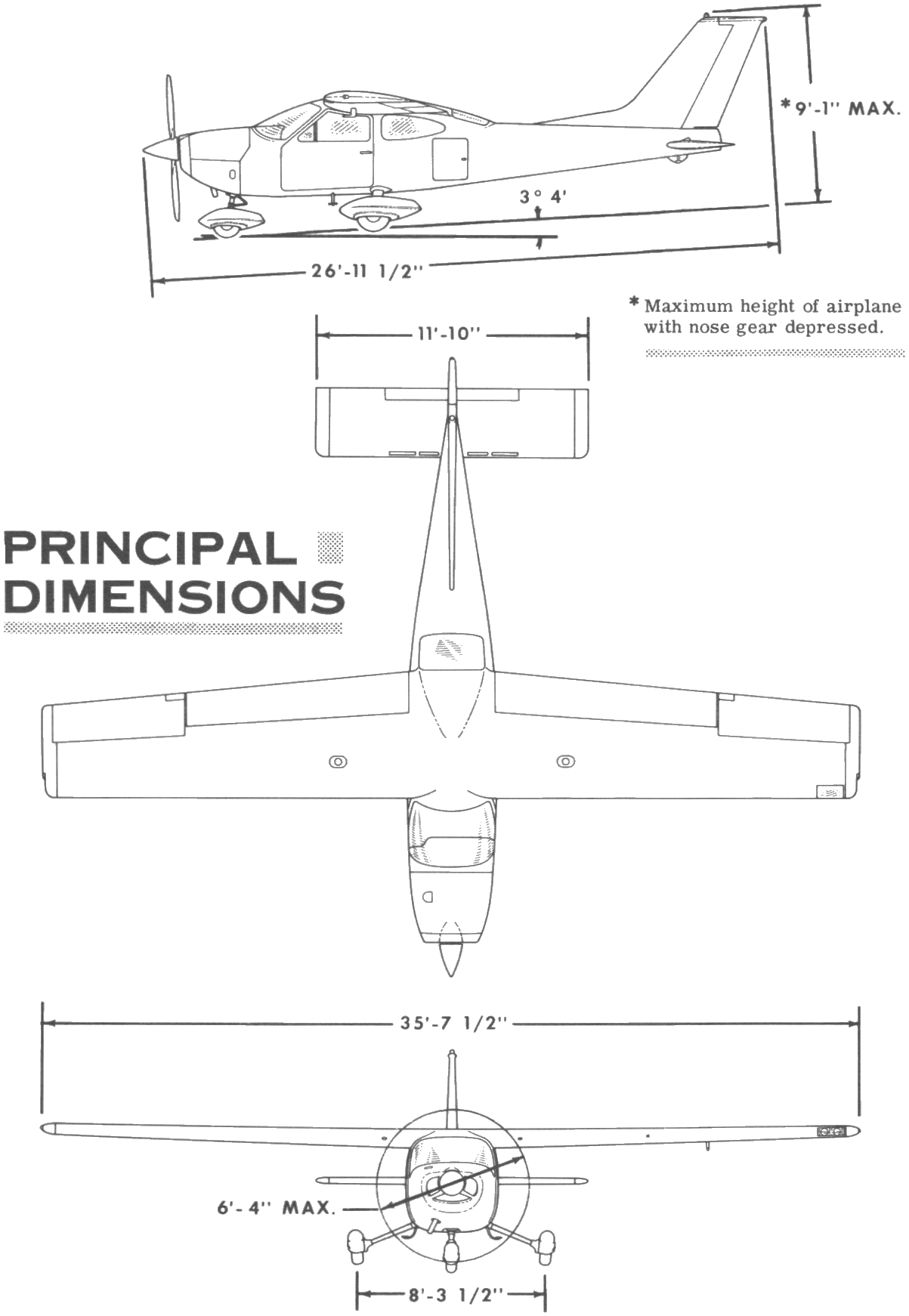
Cessna 177 Cardinal

- Motor: 1 × Lycoming O-360-A1F6D luchtgekoelde boxermotor, 180 pk (130 kW)
- Propeller: Tweeblads
- Eerste vlucht: 1966
- Aantal gebouwd: 4295 (1968-1978)

Prestaties:
- Maximumsnelheid: 252 km/u
- Kruissnelheid: 230 km/u
- Klimsnelheid: 4,3 m/s
- Plafond: 4500 m
- Vliegbereik: 1119 km